# الحبيب الشوباني
الحبيب الشوباني (1963، أبي الجعد، المغرب) سياسي إسلامي مغربي، شغل كمستشار جماعي بالمجلس البلدي لمدينة الرشيدية (2003-2009)، عين وزيراً مكلفاً بالعلاقات مع البرلمان والمجتمع المدني في 3 يناير 2012 في حكومة بنكيران إلى غاية 22 ماي 2015.

## نشأته
حصل على الباكالوريا في العلوم التجريبية المزدوجة من أكاديمية بني ملال سنة 1981، ثم الإجازة في العلوم تخصص العلوم الفيزيائية والكيميائية من المدرسة العليا للأساتذة بمراكش سنة 1985، ليشتغل استاذا للفيزياء بثانويات مدينة الراشيدية من 1985 إلى 2002.
كما حصل الشوباني، على الباكالوريا في الآداب العصرية من أكاديمية مكناس سنة 1997 والإجازة في القانون العام الفرنسي تخصص الإدارة العمومية من كلية العلوم القانونية والاقتصادية والاجتماعية بجامعة محمد الخامس السويسي سنة 2008، ثم الماستر في القانون العام الفرنسي تخصص تدبير التنمية الاجتماعية من كلية العلوم القانونية والاقتصادية والاجتماعية لجامعة محمد الخامس بالرباط أكدال سنة 2011.

### السياسة
تولى الشوباني مهمة نائب رئيس المجلس الوطني لحزب العدالة والتنمية منذ 2008، ونائب الأمين العام للحزب من 2004 إلى 2008 وعضو الامانة العامة للحزب منذ 2004 ورئيس قسم الاعلام والعلاقات العامة والنشر بالحزب منذ 2008 وعضو اللجنة المركزية للنزاهة والشفافية داخل حزبه منذ 2009، والكاتب الجهوي للحزب بجهة مكناس تافيلالت من 2001 إلى 2003 والكاتب الإقليمي للحزب من 1996 إلى 2000.
و الشوباني نائب برلماني عن دائرة غريس تسليت منذ 2002، ورئيس الفريق النيابي من 2006 إلى 2007 ورئيس لجنة العدل والتشريع وحقوق الإنسان بمجلس النواب /2004 / 2005 و2007 /2008 ومستشار جماعي بالمجلس البلدي لمدينة الرشيدية من 2003 إلى 2009.
وتولى الشوباني مهمة مدير نشر جريدة المصباح (العدالة والتنمية سابقا) 2007 إلى 2010 ورئيس المرصد المدني لتخليق الحياة العامة ودعم الشفافية (2007 /2010) ورئيس جمعية مستشاري العدالة والتنمية «جمعة» (2003 /2006).